# رنبیر کپور
رنبیر کپور (انگلیسی: Ranbir Kapoor؛ زادهٔ ۲۸ سپتامبر ۱۹۸۲) بازیگر هندی است که برای بازی در فیلم‌های هندی‌زبان شناخته شده‌است. او یکی از بازیگران سینمای هند با بیشترین مقدار دستمزد است و از سال ۲۰۱۲ در فهرست ۱۰۰ ستارهٔ مجلهٔ فوربز هند حضور یافته‌است. کپور دریافت‌کنندهٔ جوایز مختلفی شامل شش جایزهٔ فیلم‌فیر است.
کپور فرزند بازیگران ریشی کپور و نیتو سینگ و نیز نوهٔ بازیگر-کارگردان راج کپور است. او فیلم‌سازی و بازیگری متد را به‌ترتیب در دانشکده هنرهای تجسمی و مؤسسه تئاتر و فیلم لی استراسبرگ دنبال کرد. او سپس در فیلم سیاه (۲۰۰۵) به‌عنوان دستیار کارگردان سانجای لیلا بانسالی مشغول به کار شد و اولین بازیگری خود را با فیلم عاشقانهٔ تراژیک عشق من (۲۰۰۷) تجربه کرد که شکستی تجاری و هنری بود. کپور با فیلم دورهٔ بلوغ بیدار شو سید کمدی رمانتیک داستان شگفت‌انگیز عشق منحصربه‌فرد (هر دو در سال ۲۰۰۹) و درام سیاسی راجنیتی (۲۰۱۰) به شهرت رسید.
نقش‌آفرینی کپور به عنوان موسیقی‌دانی مشکل‌دار در راک استار (۲۰۱۱) و مردی کر و لال و شاد در برفی! (۲۰۱۲) برایش دو جایزه پیاپی فیلم‌فیر بهترین بازیگر مرد به همراه داشت. نقش اول در مقابل دیپیکا پادوکونه در کمدی رمانتیک جوانی و دیوانگی (۲۰۱۳) باعث شهرت بیشتر او شد. این روند با چندین شکست‌های تجاری دنبال شد که قلب سخت (۲۰۱۶) و سانجو (۲۰۱۸) استثنا بودند. فیلم دوم پرفروش‌ترین اکران او شد و بازی در نقش سانجی دات در آن منجر به کسب جایزه فیلم‌فیر دیگری برای او شد. پس از وقفه‌ای، او در فیلم فانتزی پرفروش برهماسترا:  قسمت اول – شیوا (۲۰۲۲) بازی کرد.
کپور علاوه بر حرفهٔ بازیگری، از سازمان‌های خیریه و اهداف حمایت می‌کند. او همچنین یکی از مالکین تیم فوتبال سوپر لیگ هند و باشگاه فوتبال مومبای سیتی است. او با بازیگر عالیا بات ازدواج کرده‌است که از او یک دختر دارد.

## زندگی
پس از فارغ‌التّحصیلی از دبیرستان به نیویورک رفت و در دانشکدهٔ هنرهای تجسمی در رشتهٔ سینما و تئاتر تحصیل کرد. در همین زمان کارگردانی دو فیلم کوتاه را انجام داد.
در سال ۲۰۰۵ رنبیر سمت دستیار کارگردان سانجی لیلا بهانسالی در فیلم سیاه را برعهده داشت. انگیزه بالای او باعث شد تا بهانسالی او را برای بازی در نقش اصلی فیلم ساواریا انتخاب کند.
در سال ۲۰۰۷ وی در اولین تجربه بازیگری خود به همراه سونام کپور در فیلم «ساواریا» بازی کرد. کپور برای این فیلم جایزه بهترین بازیگر تازه‌وارد مرد (به عبارتی پدیده سال بازیگری) را از جشنواره فیلم فیر به دست آورد.
وی با بازی روان و زیبای خود خیلی زود محبوب مردم شد. اوج بازی او در فیلم راک استار و به خصوص فیلم زیبای برفی می‌توان مشاهده کرد. رنبیر برای بازی در این دو فیلم دو سال پیاپی جایزه بهترین بازیگر نقش اول مرد را به دست آورد.
دوران هنری رنبیر کپور فراز و نشیب‌های زیادی را نیز به دنبال داشت. در سال ۲۰۱۷ کپور فیلم «جاگا جاسوس» را به همراه کاترینا کایف و به کارگردانی آنوراگ باسو که سابقه همکاری با وی را در فیلم برفی تجربه کرده بود را بر روی پرده سینما داشت که این فیلم با فروش حدود ۵۲ کروری خود نتوانست بودجه ۷۵ کروری خود را تأمین کند و در گیشه فلاپ شد. خیلی‌ها فروش ضعیف این فیلم را پایان دوران بازیگری رنبیر می‌دانستند.
اما سال ۲۰۱۸ را می‌توان سال بازگشت کپور به روزهای اوجش نامید. چرا که سانجو با بازی فوق‌العاده رنبیر کپور توانست فروشی معادل ۳۴۱٫۵۰ کرور کسب کند تا پس از فیلم دانگال با ۳۸۷٫۳۹ کرور دوّمین فیلم پرفروش بالیوود در داخل هند باشد. همچنین این فیلم در سراسر جهان نیز ۵۷۹٫۵۹ کرور فروش داشت تا همچنان ششمین فیلم پرفروش سینمای هند در دنیا باشد.
در اکتبر ۲۰۱۸ از سوی مجلّه Vogue رنبیر کپور به عنوان مرد سال سینمای هند شناخته شد.

## روابط شخصی

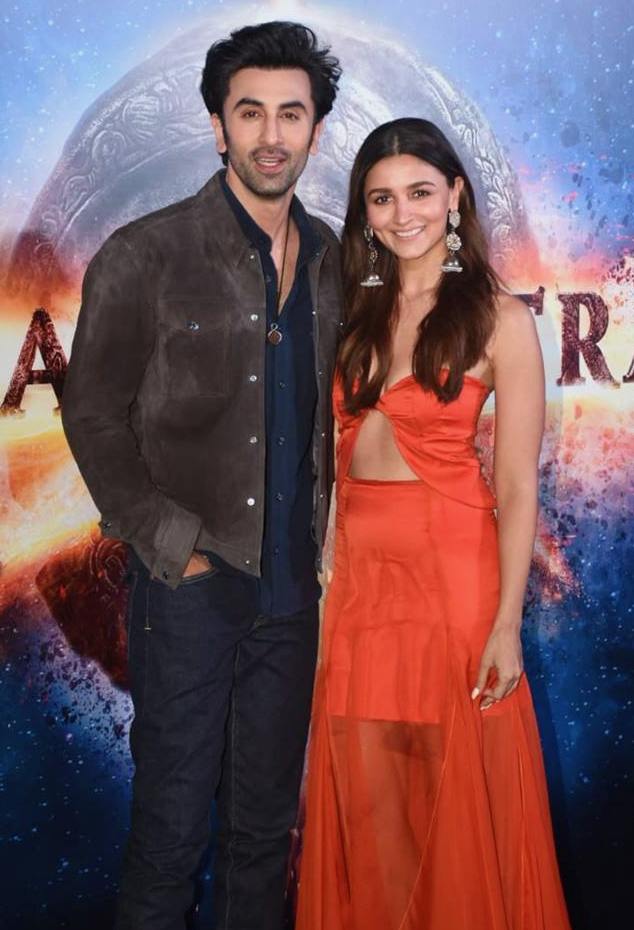

در سال ۲۰۰۷ بعد از فیلم عشق من رسانه‌ها اعلام کردند او با سونام کپور بازیگر نقش مقابل خود در ارتباط است. که این خبر در همان سال توسط سونام در مصاحبه ای کاملاً تکذیب شد و گفت: ترجیح می‌دهم فقط دوست هم بمانیم.
کپور در سال ۲۰۰۸ در هنگام فیلم زیبارویان فرار کنید با بازیگر مقابل دیپیکا پادوکونه رابطه داشت اما این زوج در سال ۲۰۱۰ از هم جدا شدند. بعد از این اتفاق رسانه‌ها از افسردگی شدید پادوکونه خبر دادند و علت آن را جدایی از کپور معرفی کردند. خبر افسردگی پادوکونه به علت جدایی و خیانت از سوی کپور به نحوی از طرف مادر پادوکونه در همان سال تکذیب شد. او در مصاحبه خود علت افسردگی دخترش را جدایی از دوست پسرش دانست اما نامی از کپور برده نشد. هیچ‌کدام توضیحی به رسانه‌ها ندادند. در مصاحبه‌های بعدتر پادوکونه او گفته‌است یک سال بعد یعنی در سال ۲۰۱۱ کپور به خانه او آمده و دربارهٔ حضورش در فیلم کوکتل به او مشورت داده. رابطه دوستانه کپور و پادوکونه که بعداً با بازیگر مشهور بالییود رانویر سینگ ازدواج کرده بسیار صمیمی و دوستانه است. کپور در سال ۲۰۱۳ با کاترینا کایف وارد رابطه شد که این رابطه در اوایل سال ۲۰۱۶ تمام شد.
در سال ۲۰۱۸ کپور با عالیا بات، بازیگر وارد رابطه شد. در سال‌های قبل بات بارها از علاقه‌اش به کپور یاد کرده بود. رابطه آن‌ها از زمان فیلمبرداری فیلم برهماسترا شروع شد. رابطه این زوج به شدت زیر نظر رسانه بود تا جایی که بعضی رسانه‌ها عنوان کردند این یک رابطه دروغین است و از سمت کاران جوهر، تهیه‌کننده براهمسترا برنامه‌ریزی شده تا فیلم فروش داشته باشد. اما با حضور بات در کنار خانواده کپور در نیویورک که برای درمان بیماری ریشی کپور پدر رنبیر کپور در آنجا حضور داشتند این ادعا تا حدودی تکذیب شد.

## فیلم‌شناسی
| فیلم                       | سال  | نقش                        | یادداشت                                                                                            |
| -------------------------- | ---- | -------------------------- | -------------------------------------------------------------------------------------------------- |
| Aa Ab Laut Chalen          | ۱۹۹۹ |                            | دستیار کارگردان                                                                                    |
| سیاه                       | ۲۰۰۵ |                            | دستیار کارگردان                                                                                    |
| عشق من                     | ۲۰۰۷ | رنبیر راج                  | اولین نقش آفرینی و اولین همکاری مشترک با سونام کپور - برنده جایزه بهترین بازیگر تازه‌وارد سال (مرد) |
| زیبارویان فرار کنید        | ۲۰۰۸ | راج شارما                  | اولین همکاری با دیپیکا پادوکن بعد از رابطه شان                                                     |
| خوشبختی تصادفی             | ۲۰۰۹ | خودش                       | |
| بیدار شو سید               | ۲۰۰۹ | سید مهرا                   | نامزد: بهترین بازیگر مرد-برنده جایزه بهترین بازیگر مرد از نگاه منقدین_بلاک باستر                   |
| داستان شگفت‌انگیز           | ۲۰۰۹ | داش علی شانکار شارما       | نامزد: بهترین بازیگر مرد                                                                           |
| راکت سینگ: فروشنده سال     | ۲۰۰۹ | هارپریت سینگ               | نامزد: برنده بهترین بازیگر مرد                                                                     |
| راجنیتی                    | ۲۰۱۰ | سمر پرتاب                  | برنده بهترین بازیگر مرد                                                                            |
| غریبه‌ها                    | ۲۰۱۰ | آکاش                       | |
| حزب چیلار                  | ۲۰۱۱ | خودش                       | |
| راک استار                  | ۲۰۱۱ | ((جی جی))، جردن            | برنده بهترین بازیگر نقش اول مرد                                                                    |
| برفی!                      | ۲۰۱۲ | مورفی"برفی"جانسون          | برنده بهترین بازیگر نقش اول مرد بلاک باستر                                                         |
| فیلم ناطق بمبئی            | ۲۰۱۳ | خودش                       | |
| این جوانی دیوانگی است      | ۲۰۱۳ | کبیر (بانی)                | نامزد: برنده بهترین بازیگر نقش اول مرد دومین همکاری رنبیر با دیپیکا                                |
| بی‌شرم                      | ۲۰۱۳ | بابلی                      | |
| بازگشت بوتنات              | ۲۰۱۴ | خودش                       | |
| پی‌کی                       | ۲۰۱۴ | حضور افتخاری در نقش بیگانه | |
| روی                        | ۲۰۱۵ | روی                        | |
| بمبئی مخملی                | ۲۰۱۵ | جانی بلراج                 | |
| تماشا                      | ۲۰۱۵ | ود سانی                    | نامزد: بهترین بازیگر نقش اول مرد - سومین همکاری مشترک با دیپیکا پادوکن                             |
| قلب سخت                    | ۲۰۱۶ | آیان سانگر                 | نامزد:بهترین بازیگر نقش اول مرد                                                                    |
| جاگا جاسوس                 | ۲۰۱۷ | جاگا                       | سومین همکاری مشترک با کاترینا کایف - نامزد: بهترین بازیگر مرد از نگاه منتقدین                      |
| سانجو                      | ۲۰۱۸ | سانجی دات                  | برنده بهترین بازیگر نقش اول مرد                                                                    |
| برهماسترا: قسمت اول – شیوا | ۲۰۲۲ | شیوا                       | |
| شمشیرا                     | ۲۰۲۲ | شمشیرا                     | |
| تو دروغگو من مکار          | ۲۰۲۳ | روهان                      | |
| اسم من گویندا است          | ۲۰۲۳ |                            | |
| حیوان                      | ۲۰۲۳ |                            | |

## نگارخانه

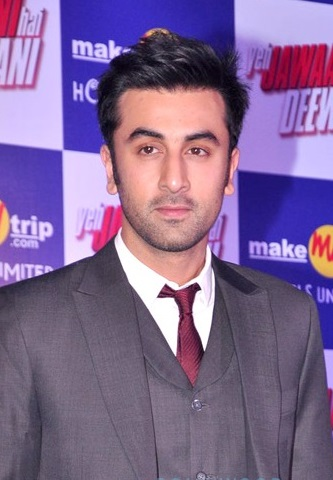
رانبیر کاپور در مراسم فیلم این جوانی و دیوانگی است در سال ۲۰۱۳
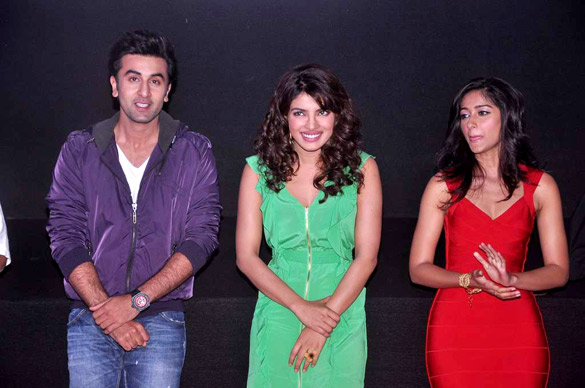
کاپور در نمایش فیلمبرفی! در کنار پریانکا چوپرا و ایلیانا دی‌کروز
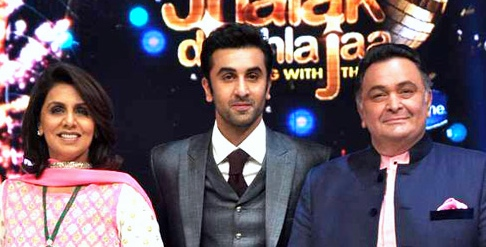
کاپور در کنار نیتو سینگ (مادر) و ریشی کاپور (پدر)